# Мій янгол
«Мій янгол» (англ. Angel of Mine) — американсько-австралійський драматичний трилер режисерки Кім Фаррант, знятий за сценарієм Люка Девіса та Девіда Рігала, з Нумі Рапас, Люком Евансом, Івонн Страховскі та Річардом Роксбургом у головних ролях. Це римейк французького фільму "L'Empreinte de l'ange" (Слід ангела) 2008 року.
Світова прем'єра фільму відбулась на Міжнародному кінофестивалв Мельбурні 14 серпня 2019 року, перший показ в Україні — 29 серпня 2019. Світовим прокатом займається компанія Lionsgate.

## Сюжет
Жінка тужить за своєю дочкою, яка померла. Вона втрачає зв'язок з реальністю, бо починає думати, що її дівчинка все ще жива. Однак, коли вона звертається до тих, хто її оточує, ніхто не вірить її історії, тому вона змушена сама з'ясувати, що з нею відбувається.

## У ролях
| Актор            | Роль    |
| ---------------- | ------- |
| Нумі Рапас       | Ліззі   |
| Івонн Страховскі | Клер    |
| Люк Еванс        | Майк    |
| Річард Роксбург  | Бернард |
| Трейсі Манн      | Бернард |

## Створення фільму

### Кастинг
У лютому 2018 року було оголошено, що Нумі Рапас приєдналася до акторського складу фільму режисера Кім Фаррант за сценарієм Люка Девіса і Девіда Рігал. У березні 2018 року до них приєдналася Івонн Страховскі. У травні 2018 року до фільму приєднався Люк Еванс.

### Знімальна група
- Кінорежисер — Кім Фаррант
- Сценарист — Люк Девіс, Девід Рігал
- Кінопродюсер — Су Армстронг, Браян Р. Еттінг, Джош Г. Еттінг
- Композитор — Гейб Ноель
- Кінооператор — Ендрю Комміс
- Кіномонтаж — Джек Гатчінгс
- Художник-постановник — Рубі Метерс
- Артдиректор — Менді Біалек-Вестер
- Художник-костюмер — Софі Флетчер
- Підбір акторів — Еллісон Мідовс[7]